# Тиборянці
45°41′ пн. ш. 18°20′ сх. д. / 45.68° пн. ш. 18.33° сх. д.
Тиборянці (хорв. Tiborjanci) — населений пункт у Хорватії, в Осієцько-Баранській жупанії у складі міста Белище.

## Населення
Населення за даними перепису 2011 року становило 291 осіб.
Динаміка чисельності населення поселення:

## Клімат
Середня річна температура становить 11,05 °C, середня максимальна – 25,40 °C, а середня мінімальна – -6,11 °C. Середня річна кількість опадів – 651 мм.
| Клімат поселення                              | Клімат поселення | Клімат поселення | Клімат поселення | Клімат поселення | Клімат поселення | Клімат поселення | Клімат поселення | Клімат поселення | Клімат поселення | Клімат поселення | Клімат поселення | Клімат поселення | Клімат поселення |
| Показник                                      | Січ.             | Лют.             | Бер.             | Квіт.            | Трав.            | Черв.            | Лип.             | Серп.            | Вер.             | Жовт.            | Лист.            | Груд.            |                  |
| Середній максимум, °C                         | 5,70             | 7,90             | 12,60            | 17,20            | 22,36            | 25,40            | 25,20            | 24,80            | 20,66            | 15,24            | 9,29             | 5,28             |                  |
| Середня температура, °C                       | −0,2             | 2,00             | 6,70             | 11,30            | 16,46            | 19,50            | 21,28            | 20,90            | 16,70            | 11,30            | 5,30             | 1,30             |                  |
| Середній мінімум, °C                          | −6,11            | −3,9             | 0,78             | 5,41             | 10,55            | 13,62            | 17,32            | 16,90            | 12,78            | 7,35             | 1,38             | −2,61            |                  |
| Норма опадів, мм                              | 40               | 36               | 38               | 50               | 62               | 83               | 62               | 60               | 51               | 56               | 63               | 50               |                  |
| Середньомісячна швидкість вітру, м/с          | 2.37             | 2.60             | 2.90             | 2.80             | 2.45             | 2.29             | 2.20             | 2.00             | 2.00             | 2.10             | 2.30             | 2.40             |                  |
| Середньомісячна сонячна радіація, кДж/м²·день | 4195             | 6946             | 10843            | 15419            | 19327            | 21542            | 22141            | 20196            | 14879            | 9226             | 4708             | 3481             |                  |
| --------------------------------------------- | ---------------- | ---------------- | ---------------- | ---------------- | ---------------- | ---------------- | ---------------- | ---------------- | ---------------- | ---------------- | ---------------- | ---------------- | ---------------- |
| Джерело:                                      |                  |                  |                  |                  |                  |                  |                  |                  |                  |                  |                  |                  |                  |